# Taverník

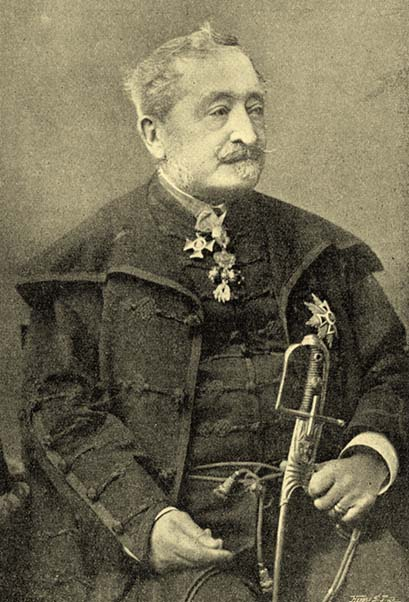
László Szőgyény-Marich, který tento titul zastával.

Taverník (latinsky Magister tavarnicorum regalium, tavarnicus, či supremus camerarius, maďarsky tárnok, tárnokmester) byl vysoký uherský zemský hodnostář. 

## Historie
Tato funkce má předuherské kořeny. Samotné pojmenování funkce souvisí se staroslovanským slovem tovor (truhla).
S funkcí taverníka se setkáváme již v období Velké Moravy. Taverníci bylo označení pro skupinu lidí, kteří se měli starat o zajišťování zásob dvora, vybírání dávek. Jejich představený se nazýval taverník. Později funkce těchto lidí zanikla, zůstalo jen pojmenování pro taverníka.
V 12. století přebíral taverník od zemského soudce hospodářskou správu královského dvora, čímž se stal nejvyšším královským hodnostářem v oblasti hospodářství. Byl správcem soukromého královského majetku. Měl dozor nad daněmi, dávkami, odpovídal za všechno, co se týkalo ražení mincí. Tyto pravomoci jej vynesly na přední místo mezi královskými úředníky, zejména v období vzniku královských měst, z nichž plynul majetek.
Měl dvoustupňovou jurisdikci nad královskými městy v Uhersku, Sedmihradsku a Slavonii. Od 13. století vzrůstal význam taverníka, což souviselo s rozvojem královských měst. Do jeho kompetence patřili také všichni finanční úředníci po rozpadu komitátů.
Za vlády Anjouovců zaznamenala královská města další rozvoj, čímž rostl i význam taverníka. Taverník měl na starosti vybírání portální daně, zavedené Karlem Robertem.
Z toho důvodu se funkce stala zajímavou pro vyšší šlechtu, která si začala nárokovat jmenování taverníkem. V průběhu 14. století se funkce taverníka mění na veřejnoprávní instituci. Taverník zůstal soudcem královských měst, měl dozor nad městskou samosprávou, ochraňoval města před šlechtou.

### Tavernikální soud
Tavernikální soud (iudicium tavernicalis, sedes tavernicalis) zasedal v sídle taverníka v Budíně. Přísedícími soudu byli šlechtici působící na královském dvoře. Města od 15. století nebyla spokojena s tím, že o jejich záležitostech rozhodují šlechtici a proto žádala, aby přísedícími byli zástupci měst. K tomu došlo za Zikmunda Lucemburského v 20. letech 15. století. Osm svobodných královských měst mělo posílat dva či tři své zástupce  jako přísedící na tavernikální soud. Soud byl usnášeníschopný pokud se ho zúčastnili minimálně zástupci pěti měst. Tavernikální soud se konal jednou ročně. Města měla právo obejít tavernikální soud a mohla se obrátit na soud královské přítomnosti, kterému předsedal Zemský soudce.
V 15. století bylo určeno, pro která města je určen tavernikální soud. Nejdříve jich bylo sedm: Budín, Košice, Bratislava, Trnava, Bardejov, Prešov, Šoproň, od roku 1490 i Pešť. Tato města se proto nazývají i tavernikálními městy.
Za Matyáše Korvína došlo k oslabení taverníka jako soudce, některé jeho pravomoci převzal personál. Koncem 15. století se jeho postavení opět upevnilo.
Po roce 1526 došlo k poklesu jeho pravomocí, zejména v oblasti hospodářství. Zůstaly mu soudní pravomoci, které však s úpadkem měst ztratily na razantnosti. Funkce taverníka se udržela až do 19. století.

## Související člnky
- Komorník